# 博爾賈河
博爾賈河 (Борзя) 是俄羅斯的河流，位於外貝加爾邊疆區內，屬於鄂嫩河的右支流，河道全長304公里，流域面積7,080平方公里，河水主要來自雨水，河畔城鎮有博爾賈。